# 細浦里駅
細浦里駅（セポリえき）は朝鮮民主主義人民共和国咸鏡南道楽園郡に位置する朝鮮民主主義人民共和国鉄道省平羅線の駅である。

## 歴史
- 1939年11月1日：開業[1]。